# Lednice
Lednice (Duits: Eisgrub) is een Tsjechische gemeente in de regio Zuid-Moravië, en maakt deel uit van het district Břeclav. De gemeente telt 2328 inwoners. Lednice maakt samen met Valtice deel uit van het "Cultuurlandschap van Lednice-Valtice" dat op de Werelderfgoedlijst van UNESCO staat.
De oudste vermelding Lednice is uit het jaar 1222. Tot de onteigening in 1945 was het kasteel van Lednice in het bezit van de vorsten van Liechtenstein. In 1945 werd de overwegend Duitstalige bevolking uit Lednice verdreven. Sinds 1996 staat het kasteel samen met het slot Valtice (Feldsberg) op de werelderfgoedlijst.
Bavory ·
Boleradice ·
Borkovany ·
Bořetice ·
Brod nad Dyjí ·
Brumovice ·
Břeclav ·
Březí ·
Bulhary ·
Diváky ·
Dobré Pole ·
Dolní Dunajovice ·
Dolní Věstonice ·
Drnholec ·
Hlohovec ·
Horní Bojanovice ·
Horní Věstonice ·
Hrušky ·
Hustopeče ·
Jevišovka ·
Kašnice ·
Klentnice ·
Klobouky u Brna ·
Kobylí ·
Kostice ·
Krumvíř ·
Křepice ·
Kurdějov ·
Ladná ·
Lanžhot ·
Lednice ·
Mikulov ·
Milovice ·
Moravská Nová Ves ·
Moravský Žižkov ·
Morkůvky ·
Němčičky ·
Nikolčice ·
Novosedly ·
Nový Přerov ·
Pavlov ·
Perná ·
Podivín ·
Popice ·
Pouzdřany ·
Přítluky ·
Rakvice ·
Sedlec ·
Starovice ·
Starovičky ·
Strachotín ·
Šakvice ·
Šitbořice ·
Tvrdonice ·
Týnec ·
Uherčice ·
Valtice ·
Velké Bílovice ·
Velké Hostěrádky ·
Velké Němčice ·
Velké Pavlovice ·
Vrbice ·
Zaječí
Bedevaartskerk van St-Johannes van Nepomuk in Zelená Hora ·
Historish centrum van Český Krumlov ·
Tuinen en kasteel van Kroměříž ·
Historisch dorp Holašovice ·
Drievuldigheidszuil in Olomouc ·
Joodse wijk en Sint-Procopiusbasiliek in Třebíč ·
Kutná Hora: historisch stadscentrum met Sint-Barbarakerk en O.L.Vrouwekathedraal in Sedlec ·
Cultuurlandschap Lednice-Valtice ·
Kasteel van Litomyšl ·
Historisch centrum van Praag ·
Historisch centrum van Telč ·
Villa Tugendhat in Brno ·
Mijnstreek Erzgebirge/Krušnohoří ·
Landschap voor het fokken en het africhten van ceremoniële koetspaarden in Kladruby nad Labem ·
Historische kuuroorden van Europa (Františkovy Lázně, Karlovy Vary, Mariánské Lázně) ·
Oude en voorhistorische beukenbossen van de Karpaten en andere regio's van Europa
- Gemeinsame Normdatei: 4092447-6
- Nationale Bibliotheek van Tsjechië: ge129773
- Virtual International Authority File: 237266878